# Hatice Akbaş
Hatice Akbaş (* 24. Juni 2001 in Malatya) ist eine türkische Boxerin. Sie wurde 2022 Weltmeisterin und 2025 Vize-Weltmeisterin im Bantamgewicht.

## Karriere
Akbaş gewann 2016 Gold (bis 46 kg) bei der Junioren-Europameisterschaft in Ordu und 2022 ebenfalls Gold (Fliegengewicht) bei der U22-Europameisterschaft in Poreč.
Bei der Weltmeisterschaft 2022 in Istanbul gewann sie die Goldmedaille im Bantamgewicht und bei den Olympischen Spielen 2024 in Paris die Silbermedaille dieser Gewichtsklasse, nachdem sie erst im Finalkampf gegen die Chinesin Chang Yuan unterlegen war.
Bei der Weltmeisterschaft 2025 in Niš gewann sie die Silbermedaille.